# Волтер Баџот
Волтер Баџот (енгл. Walter Bagehot; Лангпорт, 3. фебруар 1826 — Лангпорт, 24. март 1877) је енглески писац, економиста и новинар чувен по књизи Енглески устав коју је објавио 1867. У њој је политички систем државе подвргнуо строгој анализи да би направио разлику између стварне власти, за коју је сматрао да лежи у кабинету и Доњем дому, и њених формалних представника, тј. Круне и Горњег дома, који су служили „само као украс“.